# Liste des monuments historiques nationaux de la province de Chaco
Cet article recense les monuments historiques de la province de Chaco, en Argentine.
| Monument                                                               | Commune              | Adresse | Coordonnées    | Loi             | Notice | Catégorie           | Date | Illustration                                                           |
| ---------------------------------------------------------------------- | -------------------- | --- | -------------- | --------------- | ------ | ------------------- | ---- | ---------------------------------------------------------------------- |
| Concepción de Buena Esperanza                                          |                      | | à géolocaliser | Décret no 16482 | 503    | Lieu historique     |      | Image manquante Téléverser                                             |
| Ruinas del Km.75 de Con.del Bermejo, s/Ruta Nac.Nº5                    |                      | Sobre Ruta Nacional Nº 95, tramo Presidencia Roque Saenz Peña (Chaco) - Comandante Fontana (Formosa) | à géolocaliser | Décret no 631   | 504    | Lieu historique     |      | Ruinas del Km.75 de Con.del Bermejo, s/Ruta Nac.Nº5                    |
| Timbo                                                                  | Puerto Bermejo       | | à géolocaliser | Décret no 16482 | 505    | Lieu historique     |      | Image manquante Téléverser                                             |
| Edificio Principal Maison Misional (ex MisiónNueva Pompeya)            | Güemes               | Localizada en el predio de media manzana ubicado frente a la esquina NE de la Plaza de la localidad Misión Nueva Pompeya. A 233 km de Presidente Roque S. Peña por Ruta Nacional Nº 16 y Provincial Nº 9. A 399 km de Resistencia, en la zona conocida como "El | à géolocaliser | Décret no 325   | 506    | Monument historique |      | Image manquante Téléverser                                             |
| Estación Resistencia del ex Ferrocarril Santa Fe - (Estación Francesa) | Resistencia          | Ubicada en el predio limitado por las Avs. Sarmiento y Laprida y las calles López y Planes y Sargento Cabral | à géolocaliser | Décret no 325   | 507    | Monument historique |      | Estación Resistencia del ex Ferrocarril Santa Fe - (Estación Francesa) |
| Reducción de Nuestra Señora de Dolores y S.de Mocobi                   | Ríos Teuco y Bermejo | Situada en la margen derecha del Río Bermejo a unos 2 km de la Costa; distante unos 61 km. de la confluencia del Teuco con el Bermejo aguas arriba, próxima al Fortín del mismo nombre.                                                                         | à géolocaliser | Décret no 16482 | 508    | Lieu historique     |      | Image manquante Téléverser                                             |
| Reducción de San Bernardo el Vértiz                                    | Teuco                | Entre les parajes la Gringa et el Relevo. | à géolocaliser | Décret no 16482 | 509    | Lieu historique     |      | Image manquante Téléverser                                             |